# Raffaele Castielli
Raffaele Castielli (* 5. März 1927 in Faeto, Provinz Foggia, Italien; † 3. August 2018 in Lucera) war ein italienischer Geistlicher und römisch-katholischer Bischof von Lucera-Troia.

## Leben
Raffaele Castielli empfing am 9. Juli 1950 die Priesterweihe für das Bistum Lucera und wurde am 30. September 1986 in den Klerus des vereinigten Bistums Lucera-Troia inkardiniert. 
Papst Johannes Paul II. ernannte ihn am 11. Februar 1987 zum Bischof von Lucera-Troia. Die Bischofsweihe spendete ihm der Erzbischof von Foggia-Bovino, Salvatore De Giorgi, am 25. März desselben Jahres; Mitkonsekratoren waren Valentino Vailati, Erzbischof von Manfredonia e Vieste, und Carmelo Cassati MSC, Erzbischof von Trani-Barletta-Bisceglie. 
Am 18. Mai 1996 nahm Johannes Paul II. sein Rücktrittsgesuch aus gesundheitlichen Gründen an.